# Jeon Ha-young
Dans ce nom coréen, le nom de famille, Jeon, précède le nom personnel.
Jeon Ha-young (hangeul : 전하영), née le 18 août 2001 à Daejeon, est une escrimeuse coréenne. Spécialiste du sabre, elle est médaillée de bronze en sabre par équipes aux championnats du monde de 2023 à Milan, puis médaillée d'argent par équipes aux Jeux olympiques de 2024 à Paris.

## Biographie
Jeon Ha-young commence l'escrime au collège en 2014, avant de rejoindre l'équipe nationale de sabre en junior. En juillet 2019, elle intègre l'équipe professionnelle de la mairie métropolitaine de Daejeon créée par Do Seong-gi. Elle devient championne du monde junior, en individuel et par équipes, en avril 2021,.
Elle participe aux Jeux olympiques pour la première fois à Paris, en 2024, terminant sixième de l'épreuve individuelle au sabre. Quelques jours plus tard, elle remporte la médaille d'argent par équipes avec Choi Se-bin, Jeon Eun-hye et Yoon Ji-su.

## Palmarès
- Jeux olympiques
  -  Médaille d'argent par équipes aux Jeux olympiques d'été de 2024 à Paris
- Championnats du monde
  -  Médaille de bronze par équipes aux championnats du monde 2023 à Milan
- Championnats d'Asie
  -  Médaille de bronze par équipes aux championnats d'Asie 2023 à Wuxi
  -  Médaille de bronze par équipes aux championnats d'Asie 2024 à Koweït
- Résultats en coupe du monde
  -  Médaille d'or par équipes à la Coupe du monde d'Alger sur la saison 2023-2024